# Mayumi Yamashita
Mayumi Yamashita (jap. 山下 まゆみ Yamashita Mayumi; ur. 22 listopada 1975) – japońska judoczka. Brązowa medalistka olimpijska z Sydney 2000, w wadze ciężkiej.
Uczestniczka mistrzostw świata w 2001. Startowała w Pucharze Świata w latach 1998–2001. Brązowa medalistka mistrzostw Azji w 2000. Wicemistrzyni igrzysk Azji Wschodniej w 2001. Trzecia na uniwersjadzie w 1999 roku.

## Letnie Igrzyska Olimpijskie 2000
| Konkurencja | Eliminacje           | Eliminacje                 | Finały                | Finały                  | Klas. końcowa |
| Konkurencja | Przeciwnik I         | Przeciwnik II              | Połfinał              | o 3 miejsce             | Miejsce       |
| ----------- | -------------------- | -------------------------- | --------------------- | ----------------------- | ------------- |
| +78 kg      | Irina Rodina (RUS) Z | Colleen Rosensteel (USA) Z | Daima Beltrán (CUB) P | Christine Cicot (FRA) Z | 3.            |